# Let the Hard Times Come
Let the Hard Times Come er det fjerde studiealbum fra den danske singer-songwriter Jacob Dinesen. Det udkom den 25. september 2020.
Albummet modtog modtog fire ud af seks stjerner i musikmagasinet GAFFA. Det var nomineret til Årets danske udgivelse ved GAFFA-prisen 2021.

## Spor
1. "Telephone"
2. "Search For You"
3. "Hopeless Lover"
4. "Now I Know"
5. "Silent Hill"
6. "Let The Hard Times Come"
7. "Ocean Red"
8. "Ordinary Guy"